# جين أوكرلند
جين أوكرلند (بالإنجليزية: Gene Okerlund)‏ (6 سبتمبر 1942 - 2 يناير 2019) مصارع متقاعد ومعلق في اتحاد الدبليو دبليو إي والإي سي دبليو.

## روابط خارجية
- جين أوكرلند على موقع دبليو دبليو إي (الإنجليزية)
- جين أوكرلند على موقع CageMatch worker (الإنجليزية)
- جين أوكرلند على موقع عالم المصارعة على الإنترنت (الإنجليزية)
- جين أوكرلند على موقع عالم المصارعة على الإنترنت (الإنجليزية)

- جين أوكرلند على موقع IMDb (الإنجليزية)
- جين أوكرلند على موقع ميوزك برينز (الإنجليزية)
- جين أوكرلند على موقع قاعدة بيانات الفيلم (الإنجليزية)
- WWE Hall of Fame profile of Gene Okerlund
- Gene Okerlund's SummerSlam blooper video على يوتيوب